# Bullecourt 1917 - Musée Jean et Denise Letaille
Le musée Jean et Denise Letaille - Bullecourt 1917 est situé à Bullecourt, à 15 km d'Arras dans le Pas-de-Calais. Ce lieu de mémoire abrite de nombreux vestiges de tranchées et retrace les combats ayant eu lieu, lors de la Première Guerre mondiale, à Bullecourt, situé sur le front Ouest, d'avril à mai 1917, pendant la bataille d'Arras.

## Batailles de Bullecourt

### Première bataille de Bullecourt (10 avril 1917)

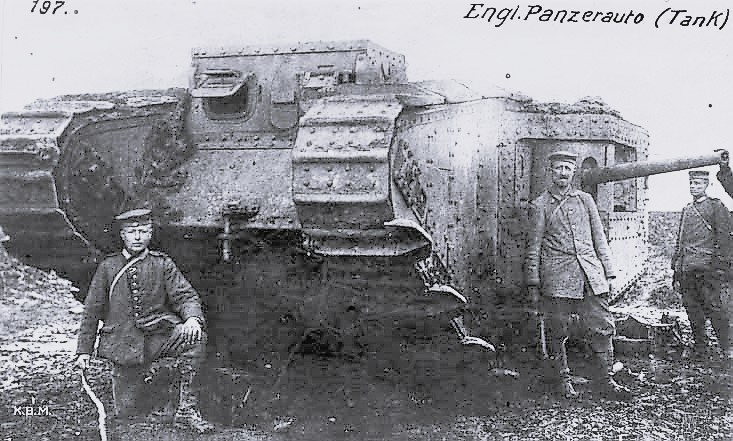
Tank Mark II no 799, capturé à Bullecourt

Le 10 avril 1917, la 62e Division britannique et la 4e Division australienne devaient attaquer le village de Bullecourt et repousser les Allemands de leurs positions fortifiées vers leurs tranchées de réserve. Des chars devaient appuyer cet assaut, mais ils furent retardés par le mauvais temps. Deux bataillons du régiment du West Yorkshire qui n'avaient pas reçu l'ordre de retard attaquèrent et furent repoussés avec d'importantes pertes.
Le 11 avril à 4 h 45, seuls onze tanks (type «Mark II») appuyèrent les troupes pour un nouvel assaut. Ces chars très lents (4 km/h) peinent à rejoindre les barbelés ennemis et leurs blindages très minces les rendent vulnérables. À 7 h 00, tous les chars sont hors de combat. Bien que des éléments de la 4e division aient brièvement occupé des sections de tranchées allemandes, ils furent finalement obligés de se replier avec de lourdes pertes.
À l'issue de cet assaut, les Australiens éprouvent une forte rancœur à l'encontre du général Gough qui les a envoyés dans une bataille mal préparée.

### Seconde bataille de Bullecourt (3 mai 1917)

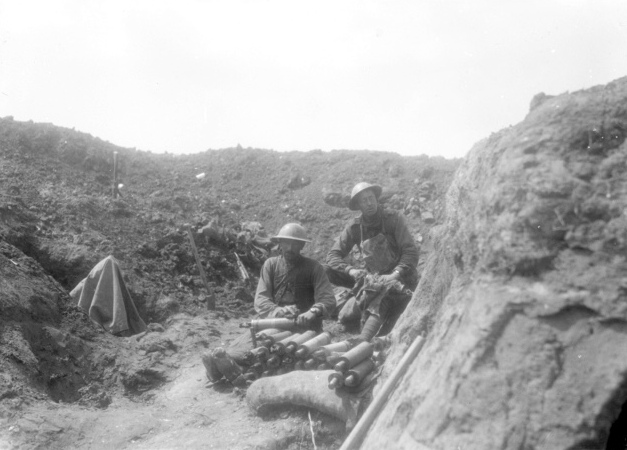
Soldats australiens le 8 mai 1917

Après ce premier échec pour percer les lignes allemandes, l'état-major britannique prépara un deuxième assaut. L'artillerie britannique bombarda intensément le village, qui était presque complètement détruit le 20 avril. L'assaut de l'infanterie eut lieu au petit matin du 3 mai. À 3 h 45, des éléments de la 2e division attaquèrent à l'est du village afin de percer la ligne Hindenburg et s'emparer d'Hendecourt-lès-Cagnicourt. Pendant ce temps la 62e division britannique tentait de s'emparer de Bullecourt même.
Les pertes furent importantes et quand l'offensive fut annulée le 17 mai, très peu des objectifs initiaux avaient été atteints tant la défense allemande avait été déterminée. Les Australiens étaient en possession d'une grande partie du système de tranchées allemandes entre Bullecourt et Riencourt-lès-Cagnicourt mais avaient été incapables de s'emparer d'Hendecourt. À l'ouest, les troupes britanniques ont finalement réussi à repousser les Allemands hors de Bullecourt, mais ont subi des pertes considérables et n'ont pas été capables d'avancer au Nord-Est d'Hendecourt.

### Bilan
De mai 1917 à mars 1918, le village a changé de camp une vingtaine de fois.
Les pertes humaines se chiffrent à 8 893 Britanniques et 10 771 Australiens. Plus de 10 000 Allemands perdent également la vie.
2 249 Australiens et 1 875 Britanniques tués à Bullecourt n'ont pas de tombes connues. Leurs noms sont inscrits sur le Mémorial national australien de Villers-Bretonneux et sur le Mémorial britannique d'Arras. Les restes de nombreux combattants reposent toujours dans la terre de l'Artois.
Le souvenir de cette bataille est entretenu depuis 1992 par la statue du Digger (terme australien et néo-zélandais pour désigner un vétéran). Celle-ci fut réalisée par le sculpteur australien Peter Corlett, fils d'un combattant de la Grande Guerre. Par sa tenue et ses insignes, ce Digger symbolise les quatre divisions australiennes d'infanterie engagées sur le terrain : les 1re, 2e, 4e et 5e.
Depuis 2010, une stèle du Souvenir français commémore également le sacrifice des soldats à Bullecourt.

## Histoire du Musée
Le musée de Bullecourt est né des différents artefacts collectés par Jean et Denise Letaille durant leurs activités d'agriculteurs.
En 2008, le ministère australien des Anciens Combattants émet sa volonté de revaloriser sept anciens sites témoignant de l’intervention des forces australiennes au cours de la Première Guerre mondiale. Sont concernées les villes de Ypres et Passchendaele en Belgique, Fromelles, Bullecourt, Mont-Saint-Quentin, Pozières et Villers-Bretonneux.
Courant 2010, le projet de réhabilitation du musée de Bullecourt est engagé. Jean Letaille a fait don des bâtiments et des collections à la Communauté de communes du sud Arrageois (CCSA). Celle-ci s'est associée au ministère australien des Anciens Combattants pour faire passer la surface du musée de 67 m2 à 210 m2. Le nouveau musée se compose de trois espaces : l'introduction (accueil), l'histoire des batailles (dans l'ancienne grange), la mémoire des hommes (dans l'ancienne étable). Les travaux dont le coût est estimé à 900 000 € HT sont financés par le gouvernement australien, le Conseil général, le Conseil régional et la CCSA (maître d'ouvrage) .
Les travaux d'aménagement débutent en 2011 pour une inauguration le 25 avril 2012, jour de l'ANZAC Day.
Après son épouse, disparue en 2004, Jean Letaille meurt le 10 mars 2012, un mois et demi avant l'inauguration du musée,.
Depuis le 1er janvier 2013, le fonctionnement du musée est assuré par la communauté de communes du Sud-Artois, à la suite de la dissolution de la communauté de communes du sud Arrageois. L'équipement s'ajoute aux différents mémoriaux du village tels que le "Digger memorial", le "Slouch hat memorial" et le square du Souvenir français. Depuis 2015, le musée est labellisé Qualité Tourisme.
En 2022, le musée fête ses dix ans.

## Collection

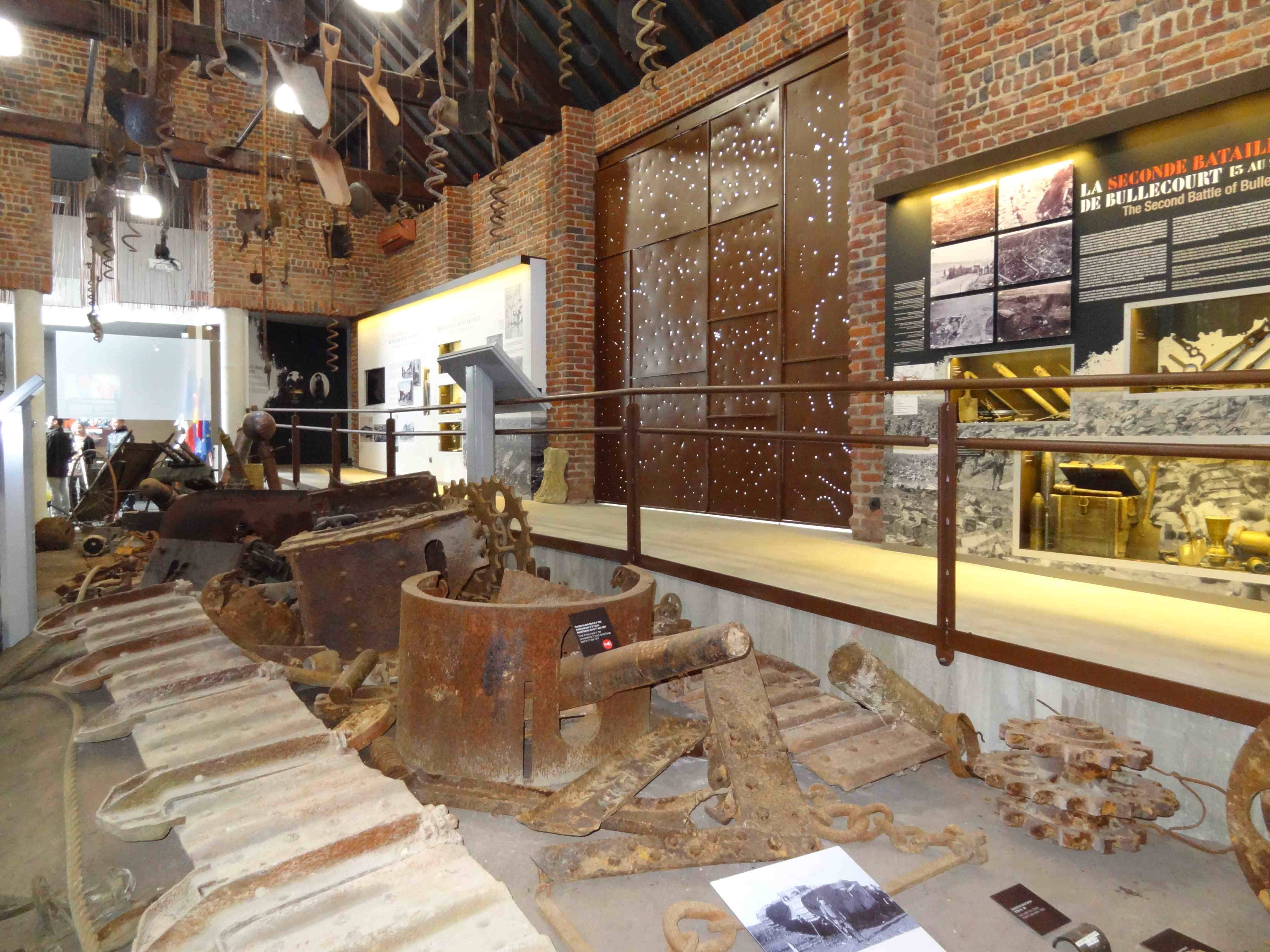
Espace d'exposition, avril 2012

La collection Letaille est composée de nombreux objets « récoltés » au cours de campagnes agricoles. Elle comporte de nombreuses munitions, armes, uniformes, ustensiles, etc.. Les pièces les plus volumineuses sont les chenilles et la tourelle d'un tank « Mark II » (no 799).
Conservée dans un corps de ferme pendant plusieurs années, la collection bénéficie d'un espace d'exposition repensé à partir de 2012.
Afin de conserver l'esprit de l'ancien musée, un système d'audioguidage bilingue permet aux visiteurs d'entendre des commentaires de Jean Letaille. Ceux-ci sont traduits en anglais et accompagnent différents supports audiovisuels.
Des dalles tactiles permettent d'obtenir des informations complémentaires sur les batailles de Bullecourt et les sites de l'Australian Remembrance Trail along the Western Front.

## Pour approfondir